# Schürze (Sänger)
Schürze (bürgerlich Michael Müller) ist ein deutscher Partyschlagersänger.

## Leben
Michael Müller aus Bühlertann gewann 2013 mit Mallotze (Zeigt mir eure Hände) einen Nachwuchscontest im Bierkönig auf Mallorca und durfte anschließend unter anderem vor DJ Ötzi auftreten. Neben seiner Karriere als Partyschlagersänger versuchte er sich als Michael Schürze mit traditionellem Schlager. Zusammen mit Pheel Awsom (bürgerlich Dominik Holl, einem Polizisten aus Backnang) bildete er von 2019 bis 2022 das Partyschlagerduo Kommando Vollgas.
2021 schrieb er den Song Layla über die Puffmutter eines Bordells. In DJ Robin fand er seinen Duettpartner. Das Lied erreichte in Deutschland, Österreich und in der Schweiz die Chartspitze der Singlecharts.

## Diskografie

### Singles
- 2013: Mallotze (Zeigt mir eure Hände)
- 2013: Bierbomberpiloten
- 2015: Es trinkt der Mensch, es säuft das Pferd
- 2017: St. Anton – Zeigt mir eure Hände
- 2018: Lasst uns feiern bis die Sonne aufgeht
- 2019: Sommer Sonne Geil
- 2021: Das Leben zu zweit (als Michael Schürze)
- 2022: Layla (mit DJ Robin)
- 2023: Feiern bis die Sonne aufgeht (mit Tom & Dexx)
- 2023: Schwiegermutters Liebling (mit DJ Robin)
- 2023: Kleine Fee
- 2023: Bumsbar (mit DJ Robin & Ikke Hüftgold)
- 2023: Freundschaft Plus (mit DJ Dee)
- 2023: Du willst mich nackt sehen (mit Kreisligalegende)
- 2023: Vatta Morgana (mit DJ Robin)
- 2023: Die Berge glühn (mit DJ Domy)
- 2024: Madeleine

### Mit Kommando Vollgas
- 2019: Wir sind Bierfans
- 2019: Wir sind wieder da
- 2020: Knallgas
- 2020: Marko Polo
- 2021: Gönnjamin
- 2022: Bierplanet

## Auszeichnungen für Musikverkäufe
Anmerkung: Auszeichnungen in Ländern aus den Charttabellen bzw. Chartboxen sind in ebendiesen zu finden.
| Land/RegionAuszeichnungen für Musikverkäufe (Land/Region, Auszeichnungen, Verkäufe, Quellen) | Gold     | Platin     | Verkäufe | Quellen           |
| -------------------------------------------------------------------------------------------- | -------- | ---------- | -------- | ----------------- |
| Deutschland (BVMI)                                                                           | 2× Gold2 | Platin1    | 900.000  | musikindustrie.de |
| Österreich (IFPI)                                                                            | —        | Platin1    | 30.000   | ifpi.at           |
| Schweiz (IFPI)                                                                               | —        | Platin1    | 20.000   | hitparade.ch      |
| Insgesamt                                                                                    | 2× Gold2 | 3× Platin3 |          |                   |